# Liste der Ortschaften im Bezirk Leibnitz
Die Liste der Ortschaften im Bezirk Leibnitz enthält die Gemeinden und ihre zugehörigen Ortschaften im steirischen Bezirk Leibnitz. Stand Ortschaften: 1. Jänner 2020
Kursive Gemeindenamen sind keine Ortschaften, in Klammern der Status Markt bzw. Stadt. Die Angaben erfolgen im offiziellen Gemeinde- bzw. Ortschaftsnamen, wie von der Statistik Austria geführt.
- Allerheiligen bei Wildon
  - Großfeiting
  - Kleinfeiting
  - Pesendorf
  - Pichla
  - Schwasdorf
  - Siebing

- Arnfels (Markt)
  - Maltschach

- Ehrenhausen an der Weinstraße (Markt)
  - Ehrenhausen
  - Ewitsch
  - Ottenberg
  - Ratsch an der Weinstraße
  - Retznei
  - Unterlupitscheni
  - Wielitsch
  - Zieregg

- Empersdorf
  - Liebensdorf

- Gabersdorf
  - Landscha an der Mur
  - Neudorf an der Mur
  - Sajach

- Gamlitz (Markt)
  - Eckberg
  - Grubtal
  - Kranach
  - Labitschberg
  - Sernau
  - Steinbach
  - Sulztal

- Gleinstätten (Markt)
  - Dornach
  - Haslach
  - Maierhof
  - Pistorf
  - Prarath
  - Sausal

- Gralla (Markt)
- Großklein (Markt)
  - Burgstall
  - Goldes
  - Mantrach
  - Mattelsberg
  - Nestelbach
  - Nestelberg
  - Oberfahrenbach

- Heiligenkreuz am Waasen (Markt)
  - Felgitsch
  - Sankt Ulrich am Waasen
  - Wutschdorf

- Heimschuh
  - Kittenberg
  - Muggenau
  - Nestelberg
  - Pernitsch
  - Unterfahrenbach

- Hengsberg
  - Flüssing
  - Kehlsdorf
  - Komberg
  - Kühberg
  - Leitersdorf
  - Matzelsdorf
  - Schönberg an der Laßnitz
  - Schrötten an der Laßnitz

- Kitzeck im Sausal
  - Brudersegg
  - Einöd
  - Fresing
  - Gauitsch
  - Greith
  - Neurath
  - Steinriegel

- Lang
  - Dexenberg
  - Göttling
  - Jöß
  - Jöß-Gewerbegebiet
  - Langaberg
  - Schirka
  - Stangersdorf
  - Stangersdorf-Gewerbegebiet

- Lebring-Sankt Margarethen (Markt)
  - Bachsdorf
  - Lebring
  - Sankt Margarethen bei Lebring

- Leibnitz (Stadt)
  - Grottenhof
  - Kaindorf
  - Kogelberg
  - Oberlupitscheni
  - Rettenbach
  - Schönegg
  - Seggauberg

- Leutschach an der Weinstraße (Markt)
  - Eichberg-Trautenburg
  - Fötschach
  - Glanz
  - Großwalz
  - Kranach
  - Langegg
  - Leutschach
  - Pößnitz
  - Remschnigg
  - Schloßberg

- Oberhaag
  - Altenbach
  - Hardegg
  - Kitzelsdorf
  - Krast
  - Lieschen
  - Obergreith

- Ragnitz
  - Badendorf
  - Edelsee
  - Gundersdorf
  - Haslach an der Stiefing
  - Laubegg
  - Oberragnitz
  - Oedt
  - Rohr

- Sankt Andrä-Höch
  - Brünngraben
  - Fantsch
  - Höch
  - Neudorf im Sausal
  - Reith
  - Rettenberg
  - Sankt Andrä im Sausal
  - Sausal

- Sankt Georgen an der Stiefing (Markt)
  - Alla
  - Baldau
  - Gerbersdorf
  - Hart bei Wildon
  - Kurzragnitz
  - Lappach
  - Neudorf
  - Prentern
  - Stiefing
  - Stiefingberg

- Sankt Johann im Saggautal
  - Eichberg
  - Gündorf
  - Narrath
  - Praratheregg
  - Radiga
  - Saggau
  - Untergreith

- Sankt Nikolai im Sausal (Markt)
  - Flamberg
  - Greith
  - Grötsch
  - Lamperstätten
  - Mitteregg
  - Mollitsch
  - Oberjahring
  - Petzles
  - Unterjahring
  - Waldschach

- Sankt Veit in der Südsteiermark (Markt)
  - Hütt
  - Labuttendorf
  - Leitersdorf
  - Lind bei Sankt Veit
  - Lipsch
  - Marchtring
  - Neutersdorf
  - Perbersdorf bei Sankt Veit
  - Pichla bei Sankt Veit
  - Priebing
  - Rabenhof
  - Sankt Nikolai ob Draßling
  - Sankt Veit am Vogau
  - Seibersdorf bei Sankt Veit
  - Siebing
  - Wagendorf
  - Weinburg am Saßbach

- Schwarzautal (Markt)
  - Breitenfeld am Tannenriegel
  - Hainsdorf im Schwarzautal
  - Maggau
  - Marchtring
  - Matzelsdorf
  - Mitterlabill
  - Schwarzau im Schwarzautal
  - Seibuttendorf
  - Techensdorf
  - Unterlabill
  - Wölferberg
  - Wolfsberg im Schwarzautal

- Straß in Steiermark (Markt)
  - Gersdorf an der Mur
  - Graßnitzberg
  - Lichendorf
  - Obegg
  - Oberschwarza
  - Obervogau
  - Spielfeld
  - Unterschwarza
  - Vogau
  - Weitersfeld an der Mur

- Tillmitsch
  - Altenberg
  - Grössing
  - Maxlon
  - Neutillmitsch
  - Steingrub

- Wagna (Markt)
  - Aflenz an der Sulm
  - Hasendorf an der Mur
  - Leitring

- Wildon (Markt)
  - Afram
  - Aug
  - Kainach bei Wildon
  - Lichendorf
  - Neudorf ob Wildon
  - Stocking
  - Sukdull
  - Weitendorf